# Friedrich Kerst
Friedrich Kerst (* 8. Februar 1870 in Elberfeld (heute Stadtteil von Wuppertal); † 19. April 1961 in Wuppertal-Hahnerberg) war ein deutscher Schriftsteller, Heimatforscher, Lehrer und Kunstreferent.

## Leben
Besonders bekannt wurden seine Erinnerungen an Beethoven, die mehrfach aufgelegt und ins Englische übersetzt wurden. Darüber hinaus veröffentlichte er vor allem heimatkundliche Werke und  Bücher zu weiteren Komponisten.
Er gründete die Literarische Gesellschaft, in deren Bergischen Almanach 1906 auch Gedichte von Else Lasker-Schüler veröffentlicht wurden, darunter eines ihrer bekanntesten Gedichte, "Weltende".

## Werke
- Welche Bedeutung haben Schulkarten in Kuhnerts Reliefmanier für den Unterricht in Heimat- und Erdkunde und speziell für die Förderung des plastischen Sehens?, Dresden: Müller-Fröbelhaus, 1899
- Bergische Dichtung. Eine Sammlung bergischer Gedichte aus dem 19. Jahrhundert, hg. von Friedrich Kerst, Elberfeld 1900
- Beethoven im eigenen Wort, hg. von Friedrich Kerst, Berlin und Leipzig: Schuster & Löffler, 1904
- Mozart-Brevier, Berlin und Leipzig: Schuster & Löffler, 1905
- Schumann-Brevier, Berlin: Schuster & Löffler, 1905
- Kriegserinnerungen 1806/15. Ein geschichtliches Quellenbuch für Haus und Schule. Nach den Berichten vieler Augenzeugen, hg. von Friedrich Kerst, Elberfeld: Bacmeister-Nationalverlag, 1907
- Nach Altenberg! Eine kunstgeschichtliche Wanderung durchs Dhünntal, Elberfeld: Bacmeister, 1908
- Träume. Gedichte, Elberfeld: Bergische Druckerei und Verlags-Anstalt, 1911
- Die Erinnerungen an Beethoven, hg. von Friedrich Kerst, 2 Bände, Stuttgart 1913
- Aus dem Alltag. Elberfelder Plauderein, Elberfeld 1926
- Schicksal der Originalplatten zu Rembrandts Radierungen. Zur Sander-Ausstellung von Rembrandts Radierungen in der Galerie Walter Westfeld, Wuppertal-Elberfeld um 1928
- Die bildgestaltenden Kräfte im Kinde, in: Die Mittelschule. Zeitschrift der Reichsfachschaft Mittelschule im Nationalsozialistischen Lehrerbund, Band 43 (1929), Heft 24/25, S. 384f.
- Kunstpädagogischer Lehrgang in Düsseldorf. Einführung in die Theorie der bildenden Kunst von Gustav Britsch, in: Die Mittelschule. Zeitschrift der Reichsfachschaft Mittelschule im Nationalsozialistischen Lehrerbund, Band 44 (1930), Heft 14, S. 196f.
- Vivat Fridericus Rex. Bergische Erinnerungen und Geschichten um den Alten Fritz, Wuppertal-Elberfeld: Martini & Grüttesien, 1938
- Die andere Lotte. Eine Goethe-Novelle aus der Werther-Zeit, Wuppertal: Born, 1949
- Konrad Kersten (1683–1759), der eigentliche Begründer des Bankhauses von der Heydt-Kersten & Söhne. Das abenteuerliche Lebensbild eines Vergessenen in Alt-Wuppertal, Wuppertal 1959
- Aus der alten Wuppertaler Chronik. Die bedeutsamsten Episoden, kritisch herausgegeben, Wuppertal-Barmen 1960

| Personendaten    | Personendaten                                       |
| ---------------- | --------------------------------------------------- |
| NAME             | Kerst, Friedrich                                    |
| KURZBESCHREIBUNG | deutscher Schriftsteller, Heimatforscher und Lehrer |
| GEBURTSDATUM     | 8. Februar 1870                                     |
| GEBURTSORT       | Elberfeld, heute Wuppertal                          |
| STERBEDATUM      | 19. April 1961                                      |
| STERBEORT        | Wuppertal-Hahnerberg                                |